# 徳川 (名古屋市)
徳川（とくがわ）は、愛知県名古屋市東区にある町名。現行行政地名は徳川一丁目及び徳川二丁目と徳川町。住居表示は徳川一丁目が一部実施済み、徳川二丁目が全域で実施済み、徳川町が未実施。

## 地理
名古屋市東区の中央部に位置し、東に東大曽根町と明倫町と新出来、西に芳野と赤塚町と相生町、南に代官町、北に北区大曽根と接する。

## 歴史

### 町名の由来
かつて尾張徳川家の屋敷（現在の徳川園）があったことによる。

### 沿革

#### 徳川町
- 1931年（昭和6年）8月1日 - 東区大曽根町・新出来町の各一部より、同区徳川町が成立[2]。
- 1981年（昭和56年）9月13日 - 大曽根町・新出来町・山口町の各一部を編入、一部が東大曽根町・出来町一丁目となる[2]。

#### 徳川
- 1980年（昭和55年）2月10日 - 赤塚町・大曽根町・坂上町・八軒家町・東芳野町・森下町・山口町の各一部より、徳川二丁目が成立[1]。
- 1981年（昭和56年）
  - 9月13日 - 相生町・東橦木町・東白壁町・東主税町・平田町・前ノ町・赤塚町・新出来町・山口町の各一部より、徳川一丁目が成立[1]。
  - 9月20日 - 大曽根町の一部を二丁目へ編入[1]。

## 世帯数と人口
2019年（平成31年）2月1日現在の世帯数と人口は以下の通りである。
| 丁目・町丁 | 世帯数    | 人口    |  |
| ---------- | --------- | ------- |  |
| 徳川一丁目 | 1,238世帯 | 2,573人 |  |
| 徳川二丁目 | 707世帯   | 1,357人 |  |
| 計         | 1,945世帯 | 3,930人 |  |
|            |           |         |  |
| 徳川町     | 1,074世帯 | 2,399人 |  |

## 学区
市立小・中学校に通う場合、学校等は以下の通りとなる。また、公立高等学校に通う場合の学区は以下の通りとなる。なお、小・中学校は学校選択制度を導入しておらず、番毎で各学校に指定されている。
| 丁目       | 小学校                                      | 中学校                                    | 高等学校 |
| ---------- | ------------------------------------------- | ----------------------------------------- | -------- |
| 徳川一丁目 | 名古屋市立旭丘小学校 名古屋市立東白壁小学校 | 名古屋市立桜丘中学校 名古屋市立冨士中学校 | 尾張学区 |
| 徳川二丁目 | 名古屋市立旭丘小学校                        | 名古屋市立桜丘中学校                      | 尾張学区 |
| 徳川町     | 名古屋市立旭丘小学校                        | 名古屋市立桜丘中学校                      | 尾張学区 |

## 交通

### 鉄道
- 名古屋鉄道
  - ST 瀬戸線 森下駅

### 道路
- 国道19号（下街道）
- 愛知県道215号田籾名古屋線（出来町通）

## 施設

### 徳川
- 愛知県立愛知商業高等学校
- 名古屋陶磁器会館
- 三菱UFJ銀行東支店
- 名古屋銀行平田町支店
- ホーユー本社
- 関貞寺
- 善行寺
- 本覚寺
- 瑞忍寺
- 了義院
- 片山八幡神社

### 徳川町
- 徳川園
  - 徳川美術館
  - 名古屋市蓬左文庫
  - 蘇山荘
- 名古屋市立旭丘小学校
- 中京法律専門学校
- 名古屋市立徳川公設市場
- 日本情報処理検定協会統括本部
- ホーユーヘアカラーミュージアム
- 日本福音ルーテル復活教会

## その他

### 日本郵便
- 集配担当する郵便局は以下の通りである[WEB 9]。

| 町丁   | 郵便番号 | 郵便局         |
| ------ | -------- | -------------- |
| 徳川   | 461-0025 | 名古屋東郵便局 |
| 徳川町 | 461-0023 | 名古屋東郵便局 |

### WEB
1. 1 2  “愛知県名古屋市東区の町丁・字一覧”.   人口統計ラボ. 2019年3月19日閲覧。
2. 1 2 3  “町・丁目(大字)別、年齢(10歳階級)別公簿人口(全市・区別)”.   名古屋市 (2019年2月20日). 2019年3月10日閲覧。
3. 1 2  “郵便番号”.  日本郵便. 2019年3月17日閲覧。
4. 1 2  “市外局番の一覧”.   総務省. 2019年1月6日閲覧。
5. 1 2  “郵便番号”.  日本郵便. 2019年3月17日閲覧。
6. ↑  “東区の町名一覧”.   名古屋市 (2017年3月15日). 2019年3月17日閲覧。
7. ↑  “市立小・中学校の通学区域一覧”.   名古屋市 (2018年11月10日). 2019年1月14日閲覧。
8. ↑  “平成29年度以降の愛知県公立高等学校（全日制課程）入学者選抜における通学区域並びに群及びグループ分け案について”.   愛知県教育委員会 (2015年2月16日). 2019年1月14日閲覧。
9. ↑  郵便番号簿 平成29年度版 - 日本郵便. 2019年03月10日閲覧 (PDF)

### 書籍
1. 1 2 3 4  名古屋市計画局 1992, p. 739.
2. 1 2 3  名古屋市計画局 1992, p. 742.
3. ↑  名古屋市計画局 1992, p. 150.